# Bloomington (Nebraska)
Bloomington è un villaggio degli Stati Uniti d'America della contea di Franklin nello Stato del Nebraska. La popolazione era di 103 persone al censimento del 2010.

## Storia
Bloomington è stata fondata nel 1872 quando fu certo che la ferrovia sarebbe stata estesa fino a quel punto. Probabilmente prende il nome dalla città di Bloomington nell'Illinois.
Un tempo era capoluogo di contea.

## Geografia fisica
Bloomington è situata a 40°05′37″N 99°02′12″W (40.093615, -99.036617).
Secondo lo United States Census Bureau, ha un'area totale di 0,80 miglia quadrate (2,07 km²).

## Società

### Evoluzione demografica
Secondo il censimento del 2010, c'erano 103 persone.

### Etnie e minoranze straniere
Secondo il censimento del 2010, la composizione etnica del villaggio era formata dal 97,1% di bianchi, l'1,0% di afroamericani, l'1,0% di nativi americani, e l'1,0% di due o più etnie.